# نوید مظفری
نوید مظفری (متولد ۲۴ دی ۱۳۴۸ در اصفهان) داور ایرانی فوتبال است. 
مظفری فعالیت حرفه‌ای خود را از سال ۱۹۸۹ با اخذ مدرک درجه سه داوری در آلمان آغاز کرد و در سال ۲۰۰۵ وارد لیست داوران بین‌المللی شد. 
او در سال ۲۰۱۱ از طرف کنفدراسیون فوتبال آسیا به عنوان مدرس منطقه ای AFC معرفی شد

مظفری اولین مسوول توسعه داوری ایران بود که با کنفدراسیون فوتبال آسیا همکاری کرد.
نوید مظفری همچنین به عنوان ناظر و مدرس با فدراسیون فوتبال همکاری کرد. 
در حال حاضر به عنوان کارشناس داوری در تلویزیون و مطبوعات مشغول به فعالیت است.